# Даховская
Да́ховская (адыг. Дахъо, Асрэт-хьабл) — станица в Майкопском районе Республики Адыгея России, административный центр Даховского сельского поселения.

## География
Расположена на правом берегу реки Белой, при впадении в неё небольшого правого притока Дах, на высоте 480 м над уровнем моря.
Станица находится в 7 км южнее посёлка Каменномостского, где расположена ближайшая железнодорожная станция Хаджох. Через станицу по ущелью реки Белой идёт автодорога к поселку Гузерипль. В полукилометре севернее находится мост, через который асфальтированная трасса идёт через Азишский перевал на Лагонакское нагорье.
Даховская окружена горными смешанными лесами (бук, дуб, пихта). На склонах окружающих гор (хребет Азиш-Тау, хребет Унакоз (часть Скалистого хребта) заросли кустарников (кизил, алыча).

## История
Станица была возведена в 1862 году Даховским отрядом императорских войск России под командованием В.А. Геймана в устье реки Дах, на месте черкесского аула Асретхабль (адыг. Асрэтхьабл). Местность богата памятниками археологии: палеолитическая стоянка древнего человека, дольмены Дегуакской поляны. На берегу реки Белой, почти в центре станицы, были найдены золотые могилы. В них много ценных вещей, памятников далёкой старины. Особого внимания заслуживают найденная там золотая чаша — подарок Петра Первого и трость из слоновой кости, обвитая золотом, которые свидетельствуют о связях адыгов (черкесов) с русскими в далёкие времена.
О происхождении названия бытует популярная легенда, что оно произошло от слова «дахэ», что по-адыгейски означает красивая, однако в реальности оно произошло от родового имени Дахо, аристократа, которому ранее принадлежали окрестности.
В 1957 году А. А. Формозов изучал здесь пещерную стоянку, являющуюся первым палеолитическим пещерным памятником, обнаруженным в Закубанье.

## Население
| 2002  | 2010  | 2013  | 2014  | 2015  | 2016  | 2017  |
| ----- | ----- | ----- | ----- | ----- | ----- | ----- |
| 1501  | ↘1427 | ↘1399 | ↘1385 | ↗1388 | ↗1407 | ↘1388 |
| 2018  | 2019  | 2020  | 2021  | 2023  | 2024  |       |
| ↘1363 | ↘1355 | ↘1349 | ↗1375 | ↗1377 | ↘1347 |       |

По данным всероссийской переписи 2021 года:
| Народ               | Численность, чел. | Доля от всего населения, % |
| ------------------- | ----------------- | -------------------------- |
| русские             | 1 302             | 94,69 %                    |
| другие / не указано | 73                | 5,31 %                     |
| всего               | 1 375             | 100,0 %                    |

## Достопримечательности
Колоритный облик станице придают каменные ограды домов, хорошо сохранившиеся дома-хаты с каменными стенами, крытые буковыми сколами-пластинами, наподобие черепицы.
- Каменный мост, построенный в 1906 году.
- Памятный крест в память о расстреле казаков станицы в 1920 году.
- В окрестностях расположены дольмены.